# Buga Jakab
Buga Jakab (17. század) magyar vitéz, költő.
Egyetlen korabeli fejedelem seregéhez sem tartozott, úgynevezett „szabad vitéz" volt. Thaly Kálmán, Régi Magyar Vitézi Énekek című gyűjteménye első kötetének 218–220. oldalán Bugának a 17. század utolsó negyedében szerzett énekét közli Szencsey György daloskönyvéből.
Nem tévesztendő össze A Tenkes kapitánya filmsorozatban szereplő Buga Jakabbal.